# Белица (приток Сожа)
Белица — река в Смоленской области, левый приток Сожа. Длина составляет 20 километров. Площадь водосбора — 108 км².
Начинается возле деревни Тарановка. Общее направление течения на северо-запад. На берегах Белицы находятся деревни Тарановка, Кукуевка, Белица, Микшино, Пытьки, Дубровка, Машонка, Трипутино. Значимых притоков не имеет.